# Augustin-Louis Cauchy

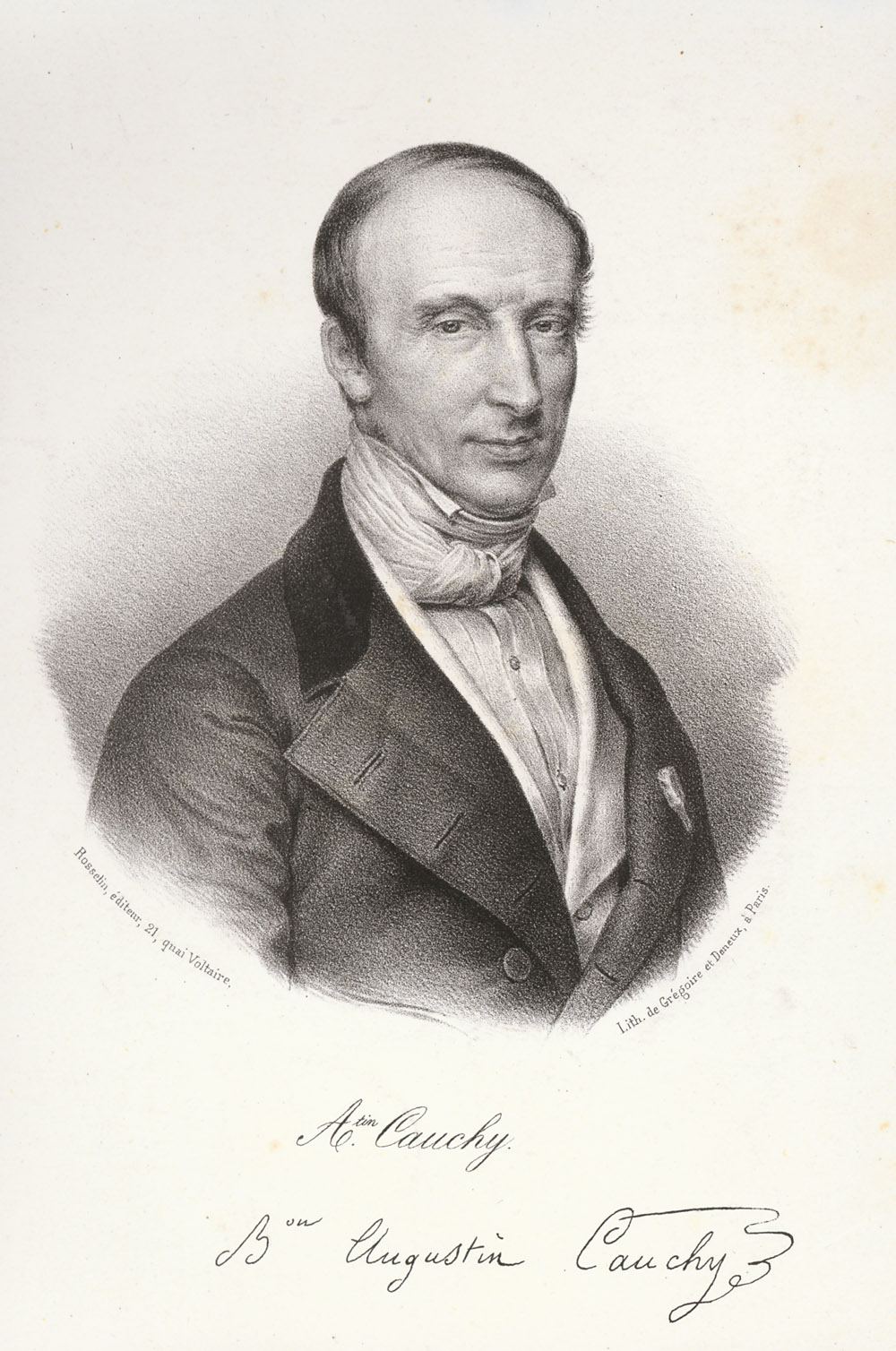
Baron Augustin-Louis Cauchy

Baron Augustin-Louis Cauchy [ogysˈtɛ̃ lwi koˈʃi] (* 21. August 1789 in Paris; † 23. Mai 1857 in Sceaux) war ein französischer Mathematiker.
Als ein Pionier der Analysis entwickelte er die von Gottfried Wilhelm Leibniz und Sir Isaac Newton aufgestellten Grundlagen weiter, wobei er die fundamentalen Aussagen auch formal bewies und einer neuen Auffassung des Funktionsbegriffs zum Durchbruch verhalf. Insbesondere in der von ihm im Wesentlichen begründeten Gruppentheorie und Funktionentheorie stammen viele zentrale Sätze von ihm. Seine fast 800 Publikationen decken im Großen und Ganzen die komplette Bandbreite der damaligen Mathematik ab. In der Physik klärte und begründete er insbesondere die Grundlagen der Elastizitätstheorie. Er nimmt eine ähnliche Stellung in der Entwicklung der Analysis ein wie Leonhard Euler im 18. Jahrhundert und teilte sich im 19. Jahrhundert seine herausragende Stellung als Mathematiker in der ersten Hälfte des Jahrhunderts mit Carl Friedrich Gauß. Im Gegensatz zu diesem veröffentlichte er aber seine Ergebnisse ohne Verzögerung und hatte viele Schüler.
Cauchy war katholisch und ein Anhänger des französischen Herrschergeschlechts der Bourbonen. Letzteres brachte ihn immer wieder in einen Konflikt zu den Anhängern der Republik und den Bonapartisten.

## Leben
Cauchys Vater Louis-François war ein katholischer, belesener Royalist. Zum Zeitpunkt der Erstürmung der Bastille am 14. Juli 1789 war er die rechte Hand des Lieutenant Général der Polizei von Paris, Louis Thiroux de Crosne. Dieser floh kurz darauf nach England und Louis-François Cauchy verlor seinen Posten. Wenige Wochen später wurde Augustin-Louis geboren, mitten in die französische Revolution hinein. Im April 1794 kehrte Thiroux zurück, wurde verhaftet und am selben Tage zum Tode verurteilt. Louis-François nahm daraufhin aus Angst vor Denunziation seine Familie mit in ihr Landhaus nach Arcueil, wo sie in Armut lebten. Der kleine Augustin-Louis erhielt von seinem Vater grundlegenden Unterricht. Der Hunger und die gefährliche Situation hinterließen eine lebenslange Abneigung gegen Revolutionen. Nach dem Ende der Terrorherrschaft kehrte die Familie nach Paris zurück. Louis-François machte wieder Karriere und wurde schließlich nach Napoleons Staatsstreich Generalsekretär des Senats. Das führte zu einer engen Bekanntschaft mit dem damaligen Innenminister Pierre-Simon Laplace und dem Senator Joseph-Louis Lagrange, zwei bedeutenden Mathematikern. Sie erkannten bereits früh das mathematische Talent des Sohns. So äußerte etwa Lagrange:

„Vous voyez ce petit jeune homme, eh bien! Il nous remplacera tous tant que nous sommes de géomètres“

„Nun sehen Sie doch diesen jungen Mann! Eines Tages wird er uns simple Geometer alle übertreffen.“

und riet seinem Vater:

„Ne laissez pas cet enfant toucher un livre de Mathématiques avant l'âge de dix-sept ans. […] Si vous ne vous hâtez de donner à Augustin une solide éducation littéraire, son goût l'entraînera, il sera un grand mathématicien, mais il ne saura pas même écrire sa langue.“

„Lassen Sie dieses Kind vor dem siebzehnten Lebensjahr kein mathematisches Buch anrühren. […] Wenn Sie sich nicht beeilen Augustin eine gründliche literarische Erziehung zu geben, so wird ihn seine Neigung fortreißen. Er wird ein großer Mathematiker werden, aber kaum seine Muttersprache schreiben können.“

Augustin-Louis Cauchy hatte zwei jüngere Brüder: Alexandre Laurent (1792–1857), der wie sein Vater Jurist wurde und in den Staatsdienst eintrat, sowie Eugène François (1802–1877), einen Schriftsteller.
Auf Anraten von Lagrange lernte Cauchy zunächst klassische Sprachen, was ihn auf eine weitere Mathematikausbildung vorbereiten sollte. So besuchte er ab 1802 zwei Jahre lang die École Centrale du Panthéon, wo er besonders in Latein glänzte. Daraufhin entschied er sich, die Ingenieurlaufbahn einzuschlagen, und nahm ab 1804 Mathematikunterricht, der ihn für die Aufnahmeprüfung an der jungen École polytechnique vorbereiten sollte. 1805 absolvierte er als Zweitbester die Aufnahmeprüfung, die vom französischen Mathematiker und Physiker Jean-Baptiste Biot durchgeführt wurde. Die École Polytechnique sollte Ingenieure für Frankreichs öffentlichen Dienst ausbilden, und die Studenten mussten sich früh für eine spezielle Richtung entscheiden. Cauchy wählte Straßen- und Brückenbau. Der Unterricht war sehr mathematiklastig. Seine Lehrer trugen bekannte Namen wie Lacroix, de Prony, Hachette und Ampère. Nach zwei Jahren war Augustin-Louis Klassenbester und durfte zur weiteren Ausbildung auf die École Nationale des Ponts et Chaussées. Auch hier war er unter den Besten und durfte in seinem Praktikum unter Pierre Girard am Ourcq-Kanal mitarbeiten. In Paris waren die Studenten alles andere als unpolitisch. Während die meisten revolutionär und liberal eingestellt waren, trat Cauchy der Congrégation bei, dem weltlichen Arm der Jesuiten. Er blieb dort Mitglied, bis sie 1828 faktisch verboten wurde. Nach zwei Pflichtstudienjahren verließ er die Universität im Januar 1810 als Aspirant-ingénieur.

### Ingenieur Napoleons
Im Februar 1810 erhielt Cauchy den Auftrag, beim Bau des Hafens Port Napoléon in Cherbourg mitzuhelfen, der damals größten Baustelle Europas mit etwa 3000 Arbeitern. Ziel war die Vorbereitung der Invasion Englands. Die Arbeitszeiten waren lang, und in seiner knappen Freizeit beschäftigte er sich mit der Mathematik. Seine anfängliche Freude und sein Interesse am Ingenieurberuf nahmen bald ab, und so reifte sein Entschluss, eine wissenschaftliche Laufbahn einzuschlagen. Cauchys Ziel war jedoch zu diesem Zeitpunkt keineswegs die Mathematik. Die allgemeine wissenschaftliche Auffassung nach Eulers Tod war, dass die Probleme der Mathematik so gut wie vollständig gelöst waren. Wichtig war vor allem die Ingenieurwissenschaft sowie das Finden neuer Anwendungsfelder für Mathematik.
Die Forschungen während seiner Zeit in Cherbourg erbrachten eine kleine Verallgemeinerung des eulerschen Polyedersatzes und einen Beweis für einen Satz über die Frage, unter welchen Bedingungen Polyeder mit gleichen Flächen identisch sind. Den Satz hatte Euklid bereits in seinen Elementen formuliert, er war jedoch bis dahin nie bewiesen worden. Cauchy schuf sich durch diese Arbeit einen Namen in der akademischen Pariser Gesellschaft.
Im Sommer 1812 verschlechterte sich sein Gesundheitszustand stark. Cauchy war seit seiner Kindheit nicht sehr gesund und litt an gelegentlichen Depressionen. Die große Arbeitsbelastung in Cherbourg machte ihm zu schaffen, so dass er im September krankgeschrieben wurde und die Erlaubnis erhielt, zu seiner Familie nach Paris zurückzukehren. Als sich seine Gesundheit verbesserte, war er ganz und gar nicht bestrebt, wieder als Ingenieur zu arbeiten, und widmete sich der Forschung. Er befasste sich, inspiriert vom Satz von Lagrange, mit der Gruppentheorie und fand die drei Axiome, die eine Determinante eindeutig definieren.
Im Frühjahr 1813 endete seine Krankschreibung. Cauchy wollte auf keinen Fall nach Cherbourg zurückkehren. Da verschaffte ihm sein ehemaliger Lehrer Pierre-Simon Girard die Möglichkeit, weiter am Ourcq-Kanalprojekt in Paris mitzuarbeiten. Seine Forschung war in diesem Jahr unergiebig: Zwar entwickelte er eine Methode zur Bestimmung der Anzahl der Lösungen einer algebraischen Gleichung beliebigen Grades, doch war diese nicht praxisgerecht. Er bewarb sich auf über 50 freie Stellen an den Pariser Akademien, allerdings ohne Erfolg – trotz der guten Beziehungen seines Vaters, der Druck ausübte, wo er konnte. Seine wissenschaftlichen Kollegen Ampère, Legendre, Louis Poinsot und Emmanuel-François Molard (1772–1829) wurden berufen, Cauchy nicht. Cauchy ließ sich im Sommer ohne Bezahlung krankschreiben. Die Niederlage Napoléons 1814 kam ihm zugute: Das Ourcq-Kanalprojekt wurde unterbrochen und ihm wurde keine neue Stelle zugewiesen. Dieses Jahr markiert ebenfalls den Beginn der Beschäftigung Cauchys mit komplexen Funktionen.
Im Dezember 1815 gewann er für seine Arbeit über Wellen in Flüssigkeiten den großen Preis in Mathematik der Pariser Akademie. Diese Arbeit hatte er sehr sorgfältig ausgeführt. Als Sensation wurde seine im November des gleichen Jahres eingereichte Lösung von Fermats Polygonalzahlproblem gewertet; diese machte ihn auf einen Schlag berühmt. Davor war es nur gelungen, die Fälle der Quadrate (Lagrange) und Kuben (Legendre) zu lösen, mit neuen Beweisen für beide Fälle durch Gauß in seinen Disquisitiones arithmeticae, einem Werk, das Cauchy studiert hatte. Mit dem Beweis hatte sich Cauchy seit 1812 befasst. Das trug wesentlich zu seiner Wahl in die Akademie und dazu bei, dass er Professor an der École Polytechnique wurde.

### Professor an der École polytechnique
Die endgültige Niederlage Napoleons 1815 verschaffte Cauchys Karriere Auftrieb. Ludwig XVIII. wurde jetzt König von Frankreich, und mit ihm gelangten restaurative Kräfte an die Macht. Cauchys Vater konnte als treuer Royalist seinen Posten auch unter dem neuen Regime behalten. Wissenschaftler von zweifelhafter politischer (also revolutionärer) Gesinnung hatten nun einen schweren Stand. Augustin-Louis als strenger Katholik hatte diese Probleme nicht, und so erhielt er im November 1815 eine Stelle als Assistenzprofessor an der École polytechnique und bereits im Dezember eine volle Professur. Im März 1816 wurde die Académie des sciences vom König selbst umgestaltet, zwei liberale Mitglieder entfernt und die freiwerdenden Plätze durch erzkonservative Wissenschaftler wie Cauchy besetzt, der den Platz von Gaspard Monge einnahm.

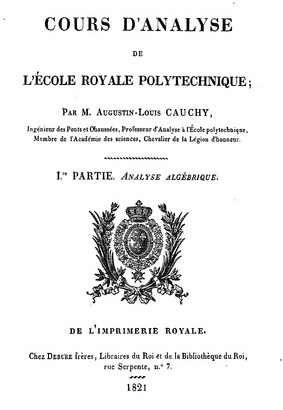
Cour d'Analyse aus dem Jahr 1821

Dieses Vorgehen machte ihm keine Freunde. Auch wenn er mittlerweile einen hervorragenden Ruf als Mathematiker hatte und seine Berufungen fachlich nicht zu beanstanden waren, blieb ihnen doch der Makel der politischen Protektion. Dazu kam, dass Cauchy wenig auf die Meinungen anderer gab und nach außen sehr schroff war, insbesondere gegen Nichtkatholiken. Sein Unterstützer Lagrange war 1813 gestorben, und Cauchy schaffte es, sich auch noch Laplace zum Feind zu machen, indem er die Methoden von Laplace und Poisson als zu intuitiv und zu wenig exakt bezeichnete. Zu Poisson, der auf sehr ähnlichen Gebieten arbeitete, behielt er allerdings ein gutes Arbeitsverhältnis, und die beiden arbeiteten häufig zusammen. Einzig mit dem katholischen Ampère verband ihn eine enge Freundschaft.
Als Mitglied der Académie war eine von Cauchys Pflichten die Begutachtung von eingereichten wissenschaftlichen Arbeiten. Dieser Aufgabe widmete er viel seiner Zeit, allerdings nicht unbedingt zur Freude der Schreiber. So schrieb Niels Henrik Abel: „Cauchy ist verrückt, und man kann nichts dagegen tun. Allerdings ist er zur Zeit der einzige, der weiß, wie man Mathematik machen sollte.“ Ähnliche schlechte Erfahrungen machten Galois und Poncelet. Es schien auch, dass Cauchy teilweise die Papiere der jungen Wissenschaftler verloren hatte, was ihm heftig vorgeworfen wurde. Michail Ostrogradski dagegen fand nur warme Worte für Cauchy, der den jungen Russen sogar mehrmals aus dem Schuldturm freikaufte, wenn er mal wieder seine Miete nicht bezahlen konnte.
Im Unterricht entwickelte Cauchy großen Eifer. Er hielt die Analysis für eine Grundvoraussetzung für die Mechanik und andere wichtige Ingenieurdisziplinen. In dieser Zeit entstand 1821 im Rahmen seiner Vorlesungen das Lehrbuch Cours d’analyse de l’École Polytechnique. Er legte großen Wert auf die Genauigkeit der Definitionen und führte viel neuen Stoff ein, wie seine neue Definition der Ableitung, die auf einem Grenzwert beruhte und nicht auf dem Infinitesimalkalkül. Dies stieß auf Widerstand der Studenten, denen Cauchys Vorlesungen zu abstrakt und zu wenig ingenieurorientiert waren; hinzu kamen politische Ressentiments – einmal wurde er sogar ausgebuht. Cauchy hatte am 12. April 1821 seine 65. Vorlesung im Semester gehalten. Normalerweise waren pro Semester 50 Vorlesungen bestehend aus 30 Minuten Rekapitulation und 60 Minuten Vorlesung vorgesehen und Cauchy hatte schon fast zwei Stunden Vorlesung gehalten, als die Studenten laut wurden und einige den Hörsaal verließen, worauf es zu einer Untersuchung kam, die beiden Seiten eine Teilschuld gab. Schwerwiegender war in Folge der Widerstand auf Seiten mehr anwendungsorientierter Professoren wie Navier, während auf Seiten Cauchys nur Ampère ihn tatkräftig unterstützte, so dass schließlich eine Änderung des Curriculums hin zu mehr anwendungsbezogener Mathematik durchgesetzt wurde.
1824 bis 1830 unterrichtete er auch in Teilzeit am Collège de France und er vertrat auch Poisson an der Sorbonne.
Im April 1818 heiratete er Aloïse de Bure (gestorben 1863), die Tochter eines angesehenen Buchhändlers und Verlegers, in dessen Verlag Cauchy später viel veröffentlichte. Die beiden hatten zwei Töchter, Marie Françoise Alicia (geboren 1819), später verheiratet mit Félix d'Escalopier, und Marie Mathilde (geboren 1823), verheiratet mit Alfred de Saint-Pol. Sie hatten ein Stadthaus in der Rue Serpente in Paris (das Haus der De Bures) und einen Sommersitz in Sceaux.

### Exil nach 1830
In der Julirevolution von 1830 wurde der reaktionäre König Karl X. gestürzt und durch den „Bürgerkönig“ Louis Philippe ersetzt. Die Studenten der École Polytechnique spielten eine nicht unbedeutende Rolle in den Straßenkämpfen. Für Cauchy war dies alles zu viel. Er verließ im September die Stadt und ließ seine Familie zurück. Zunächst ging er in die Schweiz nach Freiburg, einer Hochburg der Jesuiten. Eine Rückkehr nach Frankreich setzte nun allerdings einen Treueschwur auf das neue Regime voraus, was für ihn nicht in Frage kam. So blieb Cauchy nichts anderes als das Exil, fern von seiner Familie. Er verlor seine Posten und ging 1831 nach Turin, wo er auf einen Lehrstuhl für theoretische Physik berufen wurde. 1832 wurde Cauchy in die American Academy of Arts and Sciences gewählt. Bereits 1833 verließ er die Stadt, um sich Karl X. auf dem Hradschin in Prag anzuschließen, und wurde Hauslehrer dessen Enkels Henri d’Artois, dem Herzog von Bordeaux.
Karl X. hatte im August 1830 abgedankt und seinen Enkel zum Thronerben erklärt. Dieser erhob damit ab seinem 14. Lebensjahr Anspruch auf den Titel des Königs von Frankreich. Dementsprechend war seine Erziehung ein Politikum, das auch in Frankreich genau verfolgt wurde, wo einige Adlige lieber die Bourbonen als Louis-Philippe auf dem Thron wünschten. Cauchy wurde aufgrund seiner wissenschaftlichen Meriten und seiner Nähe zu den Jesuiten ausgewählt, den Prinzen in Mathematik und den Naturwissenschaften, insbesondere Chemie und Physik, zu unterrichten. Er nahm diese Aufgabe sehr ernst, so wie er auch den Anspruch des Prinzen auf den Thron lebhaft unterstützte. So bereitete er sich gewissenhaft auf die Unterrichtsstunden vor und betrieb in diesen Jahren so gut wie keine Forschung. Es zeigte sich auch hier, wie schon in Paris und Turin, sein mangelndes Talent als Lehrer. Der Prinz zeigte keinerlei Interesse oder Begabung für Mathematik, und er verstand von dem, was Cauchy ihm erzählte, herzlich wenig. Bis zu seinem 18. Lebensjahr, als seine Ausbildung beendet wurde, entwickelte er eine ausgiebige Abneigung gegen Mathematik.
1834 holte Augustin-Louis seine Familie nach, die er in den vorangegangenen vier Jahren nur bei seltenen Besuchen in Paris gesehen hatte. Zwei Jahre später zog der Tross des Exilkönigs nach Görz weiter, wo der Prinz 1838 seinen 18. Geburtstag feierte. Für Cauchy bedeutete dies, das Ende seines Lebens als Hauslehrer. Karl X. belohnte ihn für seine Dienste mit dem Titel eines Barons, auf den Cauchy anschließend viel Wert legte. Wegen der schlechten Gesundheit seiner Mutter, die 1839 starb, kehrte er wieder nach Paris zurück.

### Jede Woche eine Veröffentlichung
Cauchy war nun in der schwierigen Situation, dass er wegen seiner Weigerung, den Treueeid auf den König zu schwören, keine Professur mehr innehatte. Zwar war er weiterhin Mitglied der Académie des Sciences und konnte so am wissenschaftlichen Leben teilhaben und publizieren, allerdings konnte er sich auf keine neue Stelle bewerben. Eine Ausnahme war das Bureau des Longitudes, wo er eine lockere Handhabung des Treueeids erwartete, so dass Cauchy sich dort bewarb. Ende 1839 hatte er auch Erfolg, doch bestand die Regierung auf dem Eid. Die nächsten vier Jahre wurde dies am Bureau ignoriert; Cauchy war nun also wieder Professor, allerdings ohne Salär.
Damit begann eine seiner schaffensreichsten Perioden. In Prag hatte Cauchy so gut wie nichts veröffentlicht, allerdings über vieles nachgedacht, und die reifen Ideen brachte er jetzt zu Papier. Die Académie hatte ein Journal eingerichtet, die Comptes Rendus, in dem die Mitglieder schnell publizieren konnten. Cauchy nutzte dies aus wie kein anderer: zwischen 1839 und Februar 1848 veröffentlichte er über 300 Artikel. Rechnet man ein, dass er 1844 nicht forschte, so bleibt fast ein Artikel pro Woche, eine unglaubliche Schaffensgeschwindigkeit. Er muss diese Zeitschrift derartig mit Abhandlungen überschwemmt haben, dass man zukünftig die Seitenzahl pro Abhandlung auf vier beschränkte.
1843 starb Lacroix, und so wurde eine Professur am Collège de France frei. Es gab drei Bewerber – Liouville, Cauchy und Libri, der Lacroix bereits vertreten hatte und dort seine fehlende Kompetenz gezeigt hatte. Später erwarb er zweifelhaften Nachruhm als Bücherdieb. Die Jesuiten versuchten in dieser Zeit, ihre Vorstellungen von der Lehre an den französischen Universitäten durchzusetzen. Cauchy unterstützte dieses Vorhaben nachdrücklich und mit eigenem Einsatz. Libri dagegen war ein bekennender Gegner der Jesuiten, und aus diesem Grund wurde Libri zum Professor ernannt. Das Ministerium nahm dies zum Anlass, Cauchy aus dem Bureau des Longitudes zu entfernen. Er widmete daraufhin das nächste Jahr der Unterstützung der jesuitischen Politik.
Erst die Februarrevolution von 1848, die den Bürgerkönig Louis-Philippe stürzte, führte wieder zur Verbesserung seiner Situation.

### Die letzten Jahre

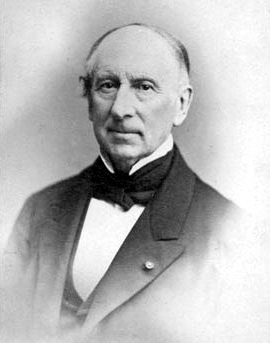
Fotografie von Cauchy aus seinen späteren Lebensjahren

Die Februarrevolution brachte nicht, wie von Cauchy erhofft, seinen ehemaligen Schüler Henri von Bourbon an die Macht, sondern Charles-Louis-Napoléon Bonaparte (ab 1852 Kaiser Napoléon III.). Zunächst waren jedoch keine neuen Treueeide erforderlich und Cauchy konnte 1849 Professor für mathematische Astronomie an der Sorbonne werden, nachdem Urbain Le Verrier auf einen Lehrstuhl für physische Astronomie gewechselt war (nach dem Biographen von Cauchy Belhost wahrscheinlich ein wohl vorbereitetes Manöver). Als Napoleon III. 1852 Kaiser wurde, wollte Cauchy auch diesem keinen Treueeid schwören, doch machte man für ihn eine Ausnahme. Für seine Familie hingegen war die Februarrevolution ein schwerer Schlag: Sein Vater und seine beiden Brüder, die seit dem Staatsstreich Napoleon Bonapartes fast 50 Jahre hochstehende Beamte waren und jeden Regimewechsel überstanden hatten, verloren diesmal ihre Posten. Louis François Cauchy starb kurz danach im Dezember 1848.
1850 bewarb Cauchy sich, ebenso wie Liouville, wieder auf die Mathematikprofessur am Collège de France – Libri war geflüchtet. Liouville wurde gewählt, und es entspann sich ein hässlicher Streit zwischen den beiden. Cauchy wollte seine Niederlage nicht akzeptieren (die erste Abstimmung hatte elf Stimmen für ihn, zehn für Liouville und zwei Enthaltungen ergeben). Die beiden gerieten daraufhin auch wissenschaftlich in Streit: 1851 präsentierte Cauchy einige Resultate Charles Hermites über doppeltperiodische Funktionen und bewies sie mittels seines Integralsatzes. Liouville glaubte, die Resultate direkt aus seinem Satz von Liouville folgern zu können. Cauchy zeigte dagegen, dass man den Satz von Liouville sehr einfach mit dem Integralsatz beweisen kann.
Auf die jungen Mathematiker Frankreichs übte Cauchy einen bedeutenden Einfluss aus: Auch in seinen letzten Jahren, in denen er nur noch wenig forschte, evaluierte er viele eingereichte Artikel und kritisierte sie ausgiebig. Cauchy hatte ferner die letzten Jahre versucht, seine Kollegen zum katholischen Glauben zurückzuführen. Dies war ihm bei dem Mathematiker Duhamel gelungen. Ausgerechnet mit ihm lieferte er sich im Dezember 1856 einen Prioritätsstreit, den Ostrogradski zu Ungunsten Cauchys aufklären konnte. Cauchy weigerte sich, seinen Fehler zuzugeben, und wurde so Zielscheibe vieler Anfeindungen, die seine letzten Monate überschatteten.
Er starb 1857 in Sceaux bei Paris im Kreis seiner Familie. Nach seinem Tod wurde er dadurch geehrt, dass sein Name in die Reihe der 72 Namen auf dem Eiffelturm aufgenommen wurde.
Der Nachlass von Cauchy kam in die Familie seiner ältesten Tochter Alicia (und danach in die von deren Tochter, die in die Familie Leudeville heiratete). Sie schickten den wissenschaftlichen Nachlass 1936 oder 1937 an die Akademie der Wissenschaften, da sie damit nichts anfangen konnten. Leider schickte die Akademie, die in der Zeit von Gaston Darboux der Familie noch hohes Interesse signalisiert hatte, den Nachlass unmittelbar an die Familie zurück und er wurde danach verbrannt. Nur einige Notizbücher überdauerten. 1989 wurde ein Teil der privaten Korrespondenz mit seiner Familie wiederentdeckt.
Cauchy wurde 1840 auf Vorschlag von Gauß in die Göttinger Akademie der Wissenschaften aufgenommen und wurde auch 1836 in die Berliner Akademie gewählt (nachdem ein erster Anlauf 1826 scheiterte, da es gleich viele Ja- wie Nein-Stimmen gab).

## Werk
Das Werk Cauchys ist beachtlich: es umfasst nahezu 800 Artikel und diverse Bücher. In 27 Bänden wurde es im Laufe von fast 100 Jahren in den Œuvres complètes (Gauthier-Villars, Paris 1882–1974) veröffentlicht.
Die Inspiration für seine Forschung holte Cauchy sich aus zwei Quellen, der Mathematiklehre und der Physik. Die großen Mathematiker vor ihm, wie Euler oder Lagrange, hatten ohne saubere mathematische Definitionen gearbeitet, wie sie heute eine Selbstverständlichkeit sind, und viel intuitives Verständnis von Funktionen, Differenzierbarkeit oder Stetigkeit benutzt. Bei der Vorbereitung zu seinen Vorlesungen fielen Cauchy diese Lücken auf, und so stellte er als erster die Analysis auf eine strenge methodische Basis – eine seiner großen wissenschaftlichen Leistungen, weswegen man ihn als einen der ersten modernen Mathematiker betrachtet.
Hatte man vorher eher intuitiv mit infinitesimalen Einheiten argumentiert, führte Cauchy in seinen Vorlesungen Cours d’analyse de l’École Polytechnique (1821) Grenzwerte zur Definition der Stetigkeit und Differenzierbarkeit ein. Dies ermöglichte eine exakte Problemdefinition und die Beweisbarkeit der verwendeten Theorien.
Mit dem Cours d’Analyse beginnt das Zeitalter der Strenge und der Arithmetisierung der Analysis. Lediglich der Begriff der (lokal) gleichmäßigen Konvergenz fehlt noch, um dem Werk den letzten Schliff zu geben. In Unkenntnis dieses Begriffs formulierte Cauchy fälschlich den Satz, dass konvergente Reihen stetiger Funktionen immer stetige Grenzfunktionen haben (Cauchyscher Summensatz). Über seine Herangehensweise im Cours d'Analyse schrieb er: Quant au méthodes, j'ai chercher à leur donner tout la rigueur qu'on exige en géométrie, de manière à ne jamais recourir aux raisons tirées de la généralité de l'algèbre (Was die Methoden betrifft, habe ich mich bemüht, diesen die Strenge zu geben, die man in der Geometrie fordert, ohne immer auf Überlegungen zurückzugreifen, die sich aus der Allgemeingültigkeit der Algebra ergeben.) Der häufig zitierte Satz stellt die den Mathematikern aus Euklid in der Geometrie geläufige Strenge der Methoden den flexiblen Methoden der algebraischen Analysis des 18. Jahrhunderts (Euler, Lagrange) gegenüber, die erst die vielfältigen Entdeckungen auf diesem Gebiet ermöglichten.
Ein großer Teil der wissenschaftlichen Beiträge Cauchys sind in seinen drei Werken Cours d’analyse de l’École Polytechnique (1821), Exercises de mathématique (5 Bände, 1826–30) und Exercises d’analyse et de physique mathématique (4 Bände) aufgeführt, die Cauchy im Rahmen seiner Vorlesungen an der École Polytechnique verfasst hatte. Die Exercices waren dabei mehr eine Art privates Forschungsjournal von Cauchy, der damit unzufrieden war, dass die Akademie der Wissenschaften nur relativ langsam seine in schneller Folge erstellten Arbeiten zur Veröffentlichung annahm.
Vom Cours d'Analyse von 1821 erschien nur ein Band, da die École Polytechnique bald darauf ihr unter dem Druck der mehr anwendungsorientierten de Prony und Navier das Curriculum änderte mit weniger Ausrichtung auf die Grundlagen, worauf Cauchy mit neuen Lehrbüchern reagierte, die die Darstellung der Grundlagen stark zusammenkürzten. Sein grundlegendes Werk wurde deshalb an der École Polytechnique nie als Lehrbuch benutzt.
Beispielhaft folgt hier die Gliederung eines Teils der Vorlesungen von 1821, die schon einen großen Teil seiner Forschungen widerspiegeln. Die wichtigsten Beiträge in seinen Abhandlungen betreffen vor allem Folgen und Reihen sowie komplexe Funktionen.
| COURS D’ANALYSE DE L’ECOLE ROYALE POLYTECHNIQUE | Vorlesung der Analysis an der königlichen polytechnischen Hochschule |
| Première Partie | Erster Teil |
| Analyse algébrique | Algebraische Analysis |
| 1. Des fonctions réelles. | 1. Reelle Funktionen |
| 2. Des quantités infiniment petites ou infiniment grandes, et de la continuité des fonctions. Valeurs singulières des fonctions dans quelques cas particuliers.                                                                                         | 2. Unendlich kleine oder unendlich große Größen. Singuläre Funktionswerte in bestimmten Fällen. |
| 3. Des fonctions symétriques et des fonctions alternées. Usage de ces fonctions pour la résolution des équations du premier degré à un nombre quelconque d’inconnues. Des fonctions homogènes.                                                          | 3. Symmetrische und alternierende Funktionen. Verwendung dieser Funktionen für die Lösung von Gleichungen ersten Grades mit mehreren Unbekannten. Homogene Funktionen.                                              |
| 4. Détermination des fonctions entières, d’après un certain nombre de valeurs particulières supposées connues. Applications. | 4. Vollständige Bestimmung ganzer Funktionen anhand einzelner bekannter Funktionswerte. Anwendungen. |
| 5. Détermination des fonctions continues d’une seule variable propres à vérifier certaines conditions. | 5. Bestimmung stetiger Funktionen mit einer Variablen unter Berücksichtigung bestimmter Bedingungen. |
| 6. Des séries (réelles) convergentes et divergentes. Règles sur la convergence des séries. Sommation de quelques séries convergentes. | 6. Reelle divergente und konvergente Reihen. Regeln der Konvergenz von Reihen. Summation ausgewählter konvergenter Reihen.                                                                                          |
| 7. Des expressions imaginaires et de leurs modules. | 7. Komplexe Ausdrücke und ihre Beträge. |
| 8. Des variables et des fonctions imaginaires. | 8. Komplexe Variable und Funktionen. |
| 9. Des séries imaginaires convergentes et divergentes. Sommation de quelques séries imaginaires convergentes. Notations employées pour représenter quelques fonctions imaginaires auxquelles on se trouve conduit par la sommation de ces mêmes séries. | 9. Komplexe konvergente und divergente Reihen. Summation von ausgewählten konvergenten komplexen Reihen. Verwendete Notation, um bestimmte komplexe Funktionen darzustellen, die bei der Reihensummation auftreten. |
| 10. Sur les racines réelles ou imaginaires des équations algébriques dont le premier membre est une fonction rationnelle et entière d’une seule variable. Résolution de quelques équations de cette espèce par l’algèbre ou la trigonométrie.           | 10. Reelle oder komplexe Wurzeln algebraischer Gleichungen, deren erstes Glied eine ganze rationale Funktion einer Variablen ist. Algebraische oder trigonometrische Lösung derartiger Gleichungen.                 |
| 11. Décomposition des fractions rationnelles. | 11. Zerlegung rationaler Brüche. |
| 12. Des séries récurrentes. | 12. Rekursive Folgen. |

### Folgen und Reihen
In der Theorie der Folgen und Reihen hat Cauchy viele wichtige Kriterien für deren Konvergenz entwickelt.
Von grundlegender Bedeutung für die Theorie der Folgen und Reihen ist die Cauchy-Folge.  Cauchy benutzte im Cours d’analyse das Cauchykriterium für Reihen, das analog auf Folgen angewandt werden kann, um ihre Konvergenz zu zeigen. Einen echten Beweis dafür, dass Cauchyfolgen in R konvergieren, gab er allerdings nicht. Bernard Bolzano hatte bereits 1817 bewiesen, dass der Grenzwert einer Cauchy-Folge eindeutig bestimmt sein muss, allerdings setzten offenbar sowohl Bolzano als auch Cauchy die Existenz dieses Grenzwerts in R als anschaulich gegeben voraus. Erst in der von Eduard Heine und Georg Cantor begründeten Theorie der reellen Zahlen (vgl. Konstruktion von R aus Q) wurde dieser Mangel beseitigt, indem R einfach als Menge von (Äquivalenzklassen von) Fundamentalfolgen definiert wurde. Zu Ehren Cauchys heißen diese seither Cauchy-Folgen. Anfang der 1970er Jahre gab es eine Kontroverse um die Behauptung von Ivor Grattan-Guinness, Cauchy habe Bolzano plagiarisiert.
Cauchy zeigte die Konvergenz der geometrischen Reihe und leitete daraus das Quotientenkriterium und das Wurzelkriterium ab. Letzteres besagt, dass eine Reihe reeller Zahlen konvergiert, wenn ab einem n-ten Summanden der Reihe die n-te Wurzel dieses Summanden kleiner als eine Zahl kleiner als 1 ist. Meistens kann das Wurzelkriterium mit Hilfe des Grenzwerts der n-ten Wurzel praktisch überprüft werden.
Einer ähnlichen Idee folgt die Formel von Cauchy-Hadamard, mit der man den Konvergenzradius einer Potenzreihe ermitteln kann. Er berechnet sich als oberer Grenzwert des Quotienten zweier benachbarter Koeffizienten einer Potenzreihe.
Der Grenzwertsatz von Cauchy besagt schließlich, dass das arithmetische Mittel der Elemente einer konvergenten Folge gegen den Grenzwert dieser Folge strebt.
Der cauchysche Verdichtungssatz gibt ein Kriterium an, wie ausgewählte Glieder einer Reihe (daher verdichtet) als Kriterium für eine streng monoton fallende Reihe verwendet werden können.
Im Reihenproduktsatz wies er erstmals nach, dass die so genannte cauchysche Produktreihe zweier konvergenter Reihen unter besonderen Bedingungen ebenfalls konvergiert. Dieser Beweis wird häufig für die Konvergenzanalysen von Potenzreihen herangezogen.
Cauchy hat außer dem Reihenproduktsatz noch weitere Erkenntnisse über die Potenzreihen geliefert. Vor allem bewies er erstmals mit formaler Strenge das taylorsche Theorem und entwickelte in diesem Zusammenhang das Cauchysche Restglied einer Taylorreihe.
Als erster bewies er streng die Konvergenz der schon von Leonhard Euler untersuchten Folge
{\displaystyle \textstyle (1+{\frac {1}{n}})^{n}}, deren Grenzwert die eulersche Zahl {\displaystyle e} ist.
Eine spezielle Anwendung konvergenter Folgen findet sich im cauchyschen Hauptwert, mit dessen Hilfe Integrale von Funktionen mit Polstellen bestimmt werden können. Man untersucht hier, ob das Integral der Funktion in der Umgebung der Polstelle konvergiert.

### Differential- und Integralrechnung
Ebenfalls im Cours d’Analyse findet sich Cauchys Definition der Ableitung als Grenzwert. Seine Zeitgenossen Lagrange und Laplace hatten die Ableitung über Taylor-Reihen definiert, da sie annahmen, dass eine stetige Funktion durch eine unendliche Taylor-Reihe eindeutig dargestellt werden konnte, die Ableitung war dann einfach der zweite Koeffizient der Reihe. Cauchy widerlegte diese Annahme erstmals.
In der Integralrechnung benutzte Cauchy ebenfalls als erster (auch im Cours d’Analyse) eine Definition über einen Grenzwertprozess, bei dem das Integrationsintervall in immer kleiner werdende Teilintervalle unterteilt wird und die Länge jedes Teilintervalls mit dem Funktionswert am Anfang des Intervalls multipliziert wird. Von Cauchy stammt auch die Cauchy-Formel für mehrfache Integration.
Ende des 20. und Anfang des 21. Jahrhunderts gab es eine Renaissance der Forschung zu Cauchy und eine Neubewertung seiner zahlreichen Beiträge zur Analysis im Rahmen Begriffsbildungen seiner Zeit (und weniger aus der Sicht der späteren Entwicklung etwa in der Weierstraß-Schule). Ein Aspekt davon ist die kontroverse Debatte um eine mögliche Interpretation Cauchys im Sinn der späteren Nichtstandardanalysis. Cauchy verwendet den Begriff der unendlich kleinen Größe explizit in seinem Cours d'Analyse. Schon Abraham Robinson und Imre Lakatos gingen der Frage nach, ob einige wohlbekannte Fehler (aus späterer Sicht) in Cauchys Werk darauf beruhten, dass man die Verwendung von Infinitesimalen bei Cauchy ernst nehmen sollte (eine Form der Nichtstandardanalysis). Das wurde auch von einem weiteren Pionier der Nichtstandardanalysis Detlef Laugwitz vertreten, und zum Beispiel von Detlef Spalt (der Cauchy später aber etwas anders interpretierte mit einem immer noch von seinen Zeitgenossen radikal unterschiedlichen Funktionsbegriff.) Dabei ging es unter anderem um den sogenannten Cauchyschen Summensatz, der in der üblichen Interpretation der Analysis falschen Behauptung von Cauchy in seinem Cours d' Analyse von 1821, eine konvergente Reihe stetiger Funktionen wäre stetig, wozu schon Abel 1826 ein Gegenbeispiel gab. Ersetzt man punktweise durch gleichmäßige Konvergenz, ist der Satz rettbar (Philipp Ludwig Seidel, George Gabriel Stokes 1847), und die Debatte ging darum, ob hier auch Cauchy richtig lag, wenn man unterstellte, er hätte ihn im Sinn der Nichtstandardanalysis interpretiert (siehe auch den Abschnitt Geschichte in Gleichmäßige Konvergenz). Die Mehrzahl der Cauchy-Forscher lehnt dies aber als ein Beispiel nachträglicher Interpretation aus moderner Sicht ab, entwickelte aber auch ein sehr viel differenzierteres Bild von Cauchys Verständnis der Analysis. Beispiele von neueren Mathematikhistorikern, die sich intensiv mit Cauchys Beiträgen beschäftigten, sind Ivor Grattan-Guinness, Hans Freudenthal, Judith Grabiner, Umberto Bottazzini, Frank Smithies (besonders Funktionentheorie) und Amy Dahan-Dalmédico (besonders die Anwendungen in der Physik und das Gruppenkonzept). Spalt, der sich in den 1990er Jahren von der Sichtweise von Laugwitz absetzte, versuchte Cauchy aus dessen eigenem Begriffsystem heraus zu verstehen und wies darauf hin, dass er einen anderen Funktionsbegriff als heute üblich verwendete, der sich aber auch radikal von dem der damals üblichen algebraischen Analysis unterschied (Paradigmenwechsel) und den er von seinem Lehrer Lacroix übernahm. Er fasste (so Spalt) Funktionswerte als ausgedehnte Größen auf, die wiederum von anderen ausgedehnten Größen (den Variablen) abhingen, und interpretierte Cauchys Beweis des Summensatzes im Sinn des später von Constantin Carathéodory eingeführten Begriffs der stetigen Konvergenz, aus dem die gleichmäßige Konvergenz folgt. Cauchy selbst kam 1853 auf den Summensatz zurück, und diese Arbeit wurde von Grattan-Guinness und Bottazzini als Beginn der gleichmäßigen Konvergenz gesehen, was aber ebenfalls umstritten ist.
Grabiner wies insbesondere darauf hin, dass die Epsilontik in der strengen Begründung der Analysis auf Cauchy zurückgeht, auch wenn das nicht immer deutlich wird, da sich Cauchy verschiedener Methoden bediente und vieles nicht in Formeln ausdrückte, sondern mit Worten umschrieb. Ansätze dazu gab es schon im 18. Jahrhundert bei Fehlerabschätzungen mit Hilfe von Ungleichungen (Jean-Baptiste d’Alembert, Euler, Lagrange und andere) und zwei Vorläufer von Cauchy (Gauß und Bolzano) kamen ihm nahe, aber es war im Wesentlichen Cauchy der dies systematisierte und streng begründete.
Von Cauchy stammt der erste Beweis des Mittelwertsatzes der Differentialrechnung (1823 in seinen Vorlesungen über Infinitesimalrechnung).

### Funktionentheorie

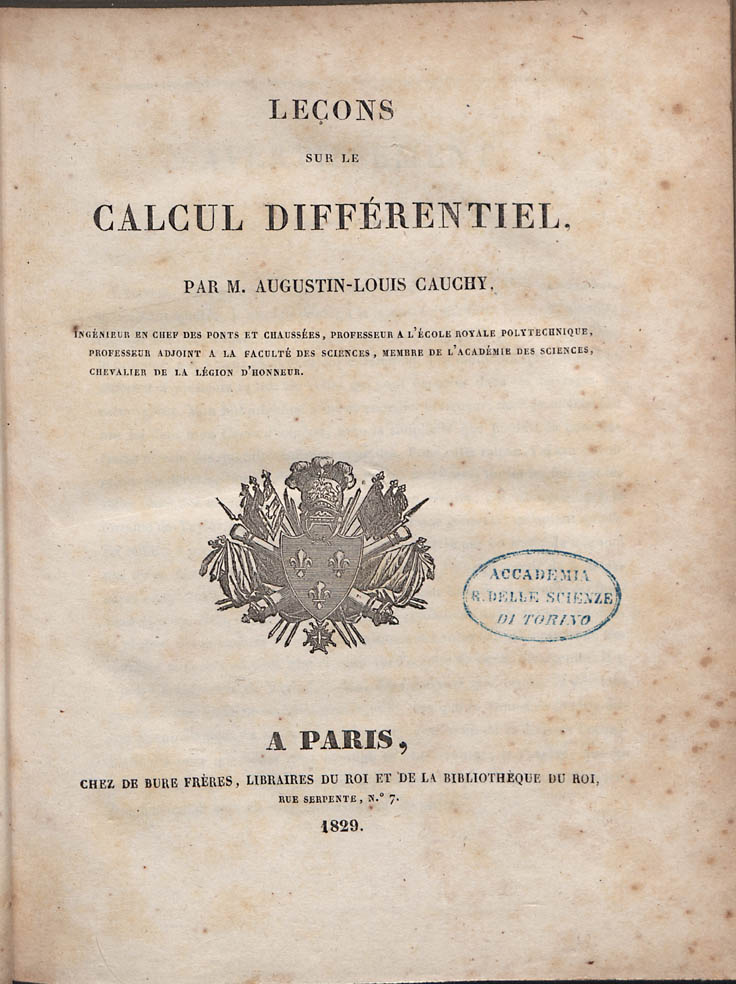
Leçons sur le calcul différentiel, 1829

Cauchys Leistungen auf dem Gebiet der Funktionentheorie, also der Lehre von komplexen Funktionen, waren bahnbrechend. Euler und Laplace hatten bereits auf intuitive Weise die komplexe Zahlenebene zur Berechnung von reellen Integralen benutzt, allerdings ohne diese Vorgehensweise durch einen Beweis rechtfertigen zu können. Es war Laplace, der Cauchys Interesse für diese Methode weckte. Cauchy begann 1814 damit, sich systematisch mit komplexen Funktionen auseinanderzusetzen. In diesem Jahr sandte er einen Aufsatz (Mémoire sur les intégrales définies, prises entre des limites imaginaires) an die französische Akademie der Wissenschaften, der aber erst 1825 veröffentlicht wurde. Er definierte im Cours d’Analyse als erster formal eine Funktion komplexer Variablen und war faktisch bis etwa 1840 der einzige, der sich systematisch mit Funktionentheorie beschäftigte (Carl Friedrich Gauß befasste sich ebenfalls damit und kannte viele der Resultate von Cauchy und weiter darüber hinaus, veröffentlichte aber nichts bis 1831). Dementsprechend groß ist sein Beitrag zu diesem Gebiet.
In seinem berühmten Aufsatz Sur les intégrales définies begann er 1814, reelle Funktionen über Rechtecke in der komplexen Zahlenebene zu integrieren, um reelle Integrale auszurechnen. Hier tauchen zum ersten Mal die Cauchy-Riemann-Differentialgleichungen auf, die komplexe Differenzierbarkeit und partielle Differentialgleichungen verbinden: Eine komplexwertige Funktion ist genau dann komplex differenzierbar, wenn sie total differenzierbar ist und dem oben genannten System der Cauchy-Riemann-Gleichungen genügt. Es folgt ein Beweis des cauchyschen Integralsatzes für das Rechteck. Schließlich beschäftigt sich der Aufsatz mit dem Fall, dass die Funktion in dem Rechteck einfache Polstellen hat, und enthält den Residuensatz für den Fall der Integration über ein Rechteck. Das erste veröffentlichte Beispiel einer Auswertung eines Integrals durch einen Integrationsweg im Komplexen stammte aber von Siméon Denis Poisson (1820), der aber die damals noch unveröffentlichte Arbeit von Cauchy kannte.
Diese Ansätze verfolgt er in den nächsten zehn Jahren weiter und verallgemeinerte sie auf beliebige Integrationspfade (wobei er davon ausging, dass der jordansche Kurvensatz gilt) und auch auf mehrfache Pole.
Alle holomorphen Funktionen können mit Hilfe der Integralformel von Cauchy beliebig oft differenziert werden. Man kann dann mit diesen Ableitungen holomorphe Funktionen als Potenzreihen darstellen.
Mit der cauchyschen Majorantenmethode (Calcul des Limites, von ihm 1831 in einer Arbeit zur Himmelsmechanik zuerst veröffentlicht) kann die Existenz der Lösungen einer Differentialgleichung mit einer holomorphen Funktion als rechte Seite untersucht werden. Grundlage dafür ist die Potenzreihenentwicklung der Lösung (siehe auch den Abschnitt Differentialgleichungen).
Cauchy sah in den komplexen Zahlen rein symbolische Ausdrücke. Die geometrische Interpretation benutzte er erst 1825. Später (in den Compte rendu 1847) versuchte er die Verwendung komplexer Zahlen weiter auf reelle Größen zu reduzieren, indem er sie beeinflusst durch die zahlentheoretischen Arbeiten von Gauß als Rechnen modulo {\displaystyle X^{2}+1} im Ring der Polynome interpretierte. Das war ein Vorgriff auf die späteren Arbeiten von Leopold Kronecker.

### Differentialgleichungen
Nach ihm ist das Cauchy-Problem benannt, das sind Anfangswertprobleme, bei denen die Lösungen auf dem kompletten Raum gesucht werden. Die Ideen zu dem nach ihm benannten Anfangswertproblem hatte er möglicherweise bei seiner großen Abhandlung und Akademie-Preisschrift über Wellen in Flüssigkeiten von 1815. Die wesentlich neue Erkenntnis war, dass die Existenz einer Lösung bewiesen werden konnte (auch wenn man die Lösung nicht kannte) und musste und deren Eindeutigkeit durch spezielle Anfangs- und Randwertbedingungen sichergestellt werden musste.
Zum Beweis der Existenz und Eindeutigkeit von Lösungen von Differentialgleichungen benutzte er zwei Methoden. Für das Anfangswertproblem {\displaystyle {\dot {y}}=f(t,y(t)),\,y(t_{0})=y_{0}} benutzte er das eulerschen Polygonzugverfahrens (manchmal zusätzlich nach Cauchy benannt). Das entwickelte er in den 1820er Jahren und stellte es im ersten Band seiner Exercices d'Analyse dar. Cauchy setzte die Stetigkeit der Funktion und ihrer Ableitung voraus, das wurde durch Rudolf Lipschitz 1875 gelockert (Lipschitz-Bedingung) und der Satz nach Cauchy und Lipschitz benannt, allerdings auch nach Émile Picard und Lindelöf (Satz von Picard-Lindelöf). Seine zweite Methode hatte ein breiteres Anwendungsspektrum und wurde von ihm auch im Komplexen benutzt, sein calcul des limites, von ihm in mehreren Arbeiten in den Comptes Rendus 1839 bis 1842 entwickelt (später auch als Methode der Majoranten-Funktion bezeichnet). Im oben angegebenen Anfangswertproblem (mit einer analytischen Funktion {\displaystyle f}) entspräche das einer Taylorentwicklung um den Anfangswert bei einem Punkt {\displaystyle P_{0}}, wobei die höheren Ableitungen in den Koeffizienten der Taylorreihe durch sukzessive Ableitung der Differentialgleichung gewonnen werden, ausgewertet am Punkt {\displaystyle P_{0}}. Die Methode wurde von Charles Briot und Jean-Claude Bouquet vereinfacht und ihre Darstellung wurde später die Standardform. Wahrscheinlich kannte Cauchy auch ein drittes Verfahren, das heute nach Picard benannt ist (das Iterationsverfahren der Methode der sukzessiven Approximation, zuerst von Joseph Liouville benutzt). Cauchy übertrug seine Methode des Calcul des Limites auch auf partielle Differentialgleichungen, die er zunächst auf Systeme von Differentialgleichungen reduzierte. Ein Existenzsatz zum Cauchy-Problem von partiellen Differentialgleichungen ist nach ihm und Sofja Kowalewskaja (sie fand den Satz unabhängig 1875 und in etwas verbesserter Form) benannt (Satz von Cauchy-Kowalewskaja). Cauchy veröffentlichte dazu in einer Reihe von Arbeiten 1842 in den Comptes Rendu der Akademie.
Bei partiellen Differentialgleichungen erster Ordnung war er 1819 (unabhängig von Johann Friedrich Pfaff) einer der Begründer der Methode der Charakteristiken. Diese war aber im Fall zweier Variabler schon Gaspard Monge bekannt und auch Ampère.
Cauchy untersuchte vor allem lineare partielle Differentialgleichungen mit konstanten Koeffizienten, die er etwa in Anwendungen wie der Hydrodynamik, Elastizitätstheorie oder Optik fand, schon als Operatoren-Gleichungen auffasste und vornehmlich mit der Methode der Fouriertransformation (von ihm zuerst auf gewöhnliche Differentialgleichungen angewandt) und ab 1826 auch mit seinem Residuenkalkül behandelte. Cauchy benutzte die Methode der Fourier-Transformation häufig und nutzte sie mit größerem Geschick als jeder seiner Zeitgenossen einschließlich Fourier und Poisson. Von ihm stammt auch die erste korrekte Formulierung der Umkehrformel, die er nach eigener Aussage unabhängig von Fourier fand, aber nach diesem benannte.

### Funktionalgleichungen
Im Kapitel 5 seiner Analyse algébrique untersuchte Cauchy die vier Funktionalgleichungen
{\displaystyle {\begin{aligned}\Phi (x+y)&=\Phi (x)+\Phi (y)\\\Phi (x+y)&=\Phi (x)\cdot \Phi (y)\\\Phi (x\cdot y)&=\Phi (x)+\Phi (y)\\\Phi (x\cdot y)&=\Phi (x)\cdot \Phi (y)\end{aligned}}}
und bewies, dass die stetigen Lösungen die Form {\displaystyle \Phi (x)=ax}, {\displaystyle \Phi (x)=a^{x}} (mit positivem {\displaystyle a}), {\displaystyle \Phi (x)=a\log x} beziehungsweise {\displaystyle \Phi (x)=x^{a}} haben. Für die erste dieser Funktionalgleichungen hat sich seither die Bezeichnung Cauchy-Funktionalgleichung bzw. cauchysche Funktionalgleichung eingebürgert.

### Beiträge zur Physik
Seine Forschungen in der Elastizitätstheorie waren grundlegend auch für heutige Anwendungen. So entwickelte Cauchy den Spannungstensor eines Würfels, mit dessen 9 Kennzahlen die Spannung in einem Punkt eines elastischen Körpers vollständig beschrieben werden kann. Dagegen gibt die Cauchy-Zahl das Verhältnis der Trägheitskräfte zu den elastischen Kräften bei Schwingungen des Schalls in einem Körper an. Nach dem Cauchyschen Ähnlichkeitsmodell haben zwei Körper dann das gleiche Elastizitätsverhalten, wenn sie die gleiche Cauchy-Zahl aufweisen. Die Bedeutung dieser Erkenntnis liegt darin, dass man so mit Modellen die Stabilität von realen Bauwerken untersuchen kann. Die theoretischen Erkenntnisse Cauchys in der Elastizitätstheorie machten erst die baustatischen Forschungen Naviers an der École Polytechnique und anderer möglich. Sein Biograph Hans Freudenthal hielt das für seinen größten Beitrag zur Wissenschaft. In der Kontinuumsmechanik sind die Cauchy-eulerschen Bewegungsgesetze nach ihm und Euler benannt und die Cauchy-Elastizität.
In einem gewissen Zusammenhang mit der Elastizitätstheorie stehen auch die Forschungen Cauchys über das Licht. Man wollte zu dieser Zeit das Wesen der Lichtwellen mit Hilfe der Dispersion, also der wellenlängenabhängigen Ausbreitungsgeschwindigkeit von Licht beim Durchgang durch ein Prisma, untersuchen. Cauchy hatte schon 1815 Wellengleichungen untersucht und sich vor allem in seinen Studien zur Elastizität mit linearen partiellen Differentialgleichungen beschäftigt, was er für die Untersuchung von Lichtwellen ausnutzen konnte. Man ging davon aus, dass der Raum von einem mit einer Flüssigkeit vergleichbaren Medium, dem sogenannten Äther, erfüllt sein müsse, da die Wellen ja einen Träger für ihre Verbreitung bräuchten. Cauchy leitete aus diesen Forschungen empirisch einen einfachen Zusammenhang zwischen Brechungsindex des Prismas und der Wellenlänge des Lichts ab.
Cauchy befasste sich auch mit Himmelsmechanik, wobei er auch detaillierte Störungsrechnungen anstellte. Dabei überprüfte er auch 1845 die verwickelte Bahnberechnung des Asteroiden Pallas von Urbain Le Verrier mit einer einfacheren Methode.

### Sonstige Leistungen
Die Cauchy-Verteilung oder auch t-Verteilung mit einem Freiheitsgrad zeichnet sich dadurch aus, dass sie keine Momente besitzt. Das Integral der Erwartungswerte konvergiert hier nicht.
Die Cauchy-Schwarz-Ungleichung gibt an, dass der Absolutwert des Skalarproduktes zweier Vektoren nie größer als das Produkt der jeweiligen Vektornormen ist. Diese Erkenntnis dient beispielsweise als Basis für den Korrelationskoeffizienten in der Statistik.
Ein wertvoller Beitrag zur Stochastik ist das Prinzip der Konvergenz mit Wahrscheinlichkeit 1, mit der eine Folge von Zufallsvariablen fast sicher gegen eine Zufallsvariable konvergiert.
In der Geometrie bewies er um 1812, dass konvexe Polyeder starr sind (Starrheitssatz für Polyeder von Cauchy). Er gab damals auch einen der ersten strengen Beweise des Eulerschen Polyedersatzes. Der Satz von Cauchy gibt den Flächeninhalt eines konvexen Körpers als Mittel über die Flächeninhalte der Parallelprojektionen an und ist ein frühes Resultat zur Integralgeometrie.
In der linearen Algebra veröffentlichte er eine Abhandlung über Determinanten (1812), machte damit diesen Begriff populär und bewies grundlegende Eigenschaften (wie die Bestimmung der Matrix-Inverse mit ihrer Hilfe und Determinantenproduktsatz gleichzeitig mit Binet: Satz von Binet-Cauchy). 1829 veröffentlichte er gleichzeitig mit Carl Gustav Jacobi die allgemeine Theorie der Hauptachsentransformation einer quadratischen Form durch orthogonale Transformationen, was frühere Untersuchungen von Euler und Lagrange verallgemeinerte und vereinheitlichte. Cauchy bewies dabei auch, dass die Eigenwerte einer symmetrischen n × n Matrix reell sind. Die Arbeit von Cauchy stand in Zusammenhang mit n-dimensionalen Flächen zweiter Ordnung und war auch eine der ersten Arbeiten zur n-dimensionalen Geometrie. 1815 begründete er in einer Arbeit auch die Theorie der Permutationen (die er zunächst als Substitution bezeichnete und erst später wie heute als Permutation) und führte die heute üblichen Begriffe einschließlich Zyklendarstellung ein. In den 1840er Jahren kam er in seinen Exercises darauf zurück. Er betrachtete schon spezielle Substitutionen, konjugierte Substitutionen und die Vertauschbarkeitseigenschaften, stieß aber noch nicht zum Gruppenbegriff durch, der sich erst mit Arthur Cayley herausbildete (der wiederum auf Cauchy aufbaute). Bei diesen Untersuchungen knüpfte er an Lagrange an. Ein Beitrag zur Gruppentheorie von Cauchy ist der Satz von Cauchy von 1845.
1815 veröffentlichte er einen Beweis des Fermatschen Polygonalzahlsatzes, der mit dazu beitrug, seinen Ruf zu festigen. Er versuchte sich auch an der Fermat-Vermutung und fand wie auch Ernst Eduard Kummer in der Diskussion, die sich an den Beweisversuch von Gabriel Lamé 1847 anschloss, dass die eindeutige Primfaktorzerlegung in den betrachteten algebraischen Zahlkörpern nicht immer gegeben ist. Zunächst lieferte er sich aber im März 1847 einen Wettkampf mit Lamé um den Beweis der Vermutung unter Voraussetzung der Eindeutigkeit der Primfaktorzerlegung von {\displaystyle x^{n}+y^{n}} in {\displaystyle n} komplexe Faktoren (Pierre Wantzel hatte währenddessen behauptet, einen Beweis für diese Voraussetzung gefunden zu haben). Am 17. Mai verlas schließlich der schon immer skeptische Joseph Liouville einen Brief an die Akademie von Ernst Eduard Kummer, der mitteilte bereits vor drei Jahren die Nichteindeutigkeit der Primfaktorzerlegung bewiesen zu haben. Lamé erkannte das schnell an und stellte die Veröffentlichungen ein, Cauchy veröffentlichte noch bis August weiter über Polynome in Kreisteilungskörpern, allerdings zunehmend unabhängig von der Frage der Fermatvermutung und Ideen Kummers aufgreifend.

## Rezeption in Deutschland
In Deutschland fand Cauchy hohe Anerkennung sowohl durch Gauß, obwohl der sich auch im erhaltenen Briefwechsel und auch sonst kaum zu ihm äußerte und die Rezensionen von Cauchys Schriften im Göttinger Gelehrten Anzeiger anderen überließ, aber seine Aufnahme in die Göttinger Akademie veranlasste, als auch zum Beispiel durch Carl Gustav Jacobi (der ihn mit Gauß zu den führenden Geometern zählte). Nach Karin Reich fanden seine Lehrbücher anfangs eine gemischte, teils ziemlich negative Aufnahme (Martin Ohm zum Beispiel fand es in seiner Rezension des Cours d'Analyse von 1829 schlimm, wenn man sich nur noch auf konvergente Reihen beschränken müsste und die gewohnte algebraische Analysis als formale Manipulation von Folgen und Reihen in der Nachfolge Eulers opfern würde), und erst in den 1840er Jahren änderte sich das mit den Lehrbüchern von Oskar Schlömilch (Handbuch der algebraischen Analysis 1845) und Johann August Grunert. Obwohl Schlömilch in seinem Lehrbuch Cauchys Neuerungen in Deutschland erstmals allgemein bekannt machte, vermisste auch er die Schönheit des architektonischen Baus und das Leben der Erfindung. Noch 1860 gestand Moritz Abraham Stern in seinem Analysis-Lehrbuch zwar zu, dass Cauchy eine neue Epoche der Analysis eingeleitet hatte, bemängelte aber auch Künstlichkeit, Undurchsichtigkeit im Vergleich zu Euler und bekannte Fehler (Cauchyscher Summensatz).
Bernhard Riemann kannte bei seinem Aufbau der Funktionentheorie die Beiträge der französischen Schule von Cauchy. Er las schon als Student den Cours d'Analyse, verwendete in seiner Dissertation zur Begründung seiner Funktionentheorie eine kurze Note in den Comptes Rendus der Akademie von Cauchy von 1851 mit der Cauchy-Riemannschen Differentialgleichung (die Note beruhte auf vielen früheren Arbeiten von Cauchy) und kannte und verwendete in späteren Vorlesungen die Lehrbücher von Briot und Bouquet und die Arbeiten von Puiseux, die Cauchys Lehre ausbauten. Auch wenn er in seinen Veröffentlichungen nicht immer explizit darauf als Quelle hinwies, sondern dies als Allgemeinwissen voraussetzte. Er integrierte auch in seinen Vorlesungen den Potenzreihen-Zugang zur Funktionentheorie, der historisch mit Cauchy und Weierstraß verbunden wird, mit seinem eigenen geometrisch-potentialtheoretischen Zugang (konforme Abbildungen, Cauchy-Riemannsche Differentialgleichung als Basis) und war in der Wahl seiner Mittel flexibel, wie zum Beispiel Erwin Neuenschwander bei Untersuchung der Vorlesungsnachschriften zeigte. Umgekehrt finden sich viele der Riemann zugeschriebenen Erkenntnisse der geometrischen Funktionentheorie schon bei Cauchy, auch wenn Cauchy es sich, wie Laugwitz bemerkte, selbst schwer machte, indem er bewusst die geometrische Interpretation der komplexen Zahlen umging. Es gibt eine Anekdote aus den Erinnerungen von James Joseph Sylvester, der sich dabei auf eine Unterhaltung mit einem ehemaligen Kommilitonen von Riemann berief, dass Riemann in seiner Berliner Zeit (1847 bis 1849) nach der intensiven Lektüre von gerade erschienenen Arbeiten von Cauchy in den Comptes Rendus meinte, dass man hier eine neue Mathematik vor sich habe.
Auch Weierstraß schätzte Cauchy. In erst in seinen gesammelten Werken 1894 veröffentlichten Abhandlungen, die er 1841/42 als Student verfasste, nahm er wesentliche Teile der Funktionentheorie vorweg. Er behauptete später, dass er damals die Werke von Cauchy noch nicht gelesen hatte und vor allem durch Abel beeinflusst war, doch war Cauchys Einfluss damals schon so groß, dass dies auch indirekt geschehen sein konnte. Danach lebte er weitgehend isoliert bis zu seiner Berufung nach Berlin 1856. In seinen Vorlesungen hielt er sich vor allem an sein eigenes System und seine eigenen Forschungen und passte die Forschung anderer daran an, so dass sich sein Student Leo Koenigsberger einmal beklagte, von den vielen Entdeckungen Cauchys dabei nichts erfahren zu haben. Die Weierstraß-Schule war es, die auch international in der zweiten Hälfte des 19. Jahrhunderts von größtem Einfluss war.

## Ehrungen
Der Mondkrater Cauchy, der Asteroid (16249) Cauchy und die Rupes Cauchy sind nach ihm benannt.

## Schriften (Auswahl)
- Oeuvres complètes, 1. Reihe, Paris: Gauthier-Villars, 12 Bände, 1882 bis 1900, Reihe 2, 15 Bände (erschienen bis 1974), Reihe 1, Digitalisat, ETH, Gallica-Math
  - 1981 wurden bisher auch in den Gesammelten Werken unveröffentlichte Vorlesungen von Cauchy an der École Polytechnique über Differentialgleichungen vom Anfang der 1820er Jahre veröffentlicht: Équations différentielles ordinaires. Cours inédits. Fragment, Paris: Études Vivantes, New York: Johnson Reprint, 1981 (Vorwort Christian Gilain)
- Mémoire sur les intégrales définies, prises entre des limites imaginaires, Paris: De Bure 1825, Archive
  - Es erschien in 500 Exemplaren und hatte 69 Seiten. Ein Neuabdruck erfolgte im Bulletin des sciences mathématiques 1874, Band 7, S. 265–304, Band 8, S. 43–55, 148–159 und in den Oeuvres, Serie 2, Band 15, 1974, S. 41–89.
  - deutsche Ausgabe: Abhandlung über bestimmte Integrale zwischen imaginären Grenzen. Ostwalds Klassiker, hrsg. von Paul Stäckel, Leipzig 1900, Archive
- Mémoire sur les intégrales définies, Mémoires présentés par divers savants à l’Académie des Sciences, Ser. 2, Band 1, 1827, S. 601–799 (Wieder abgedruckt in den Oeuvres, Reihe 1, Band 1, 1882, S. 319–506, es stammt im Wesentlichen aus dem Jahr 1814)
- Cours d'analyse de l'École royale polytechnique, Band 1, Paris: Imprimerie Royale 1821, Archive[53]
  - Deutsche Übersetzung: Lehrbuch der Algebraischen Analysis. Königsberg 1828 (Übersetzer C. L. B. Huzler[54]), Digitalisat, Ausgabe Berlin: Springer 1885 (Hrsg. Carl Itzigsohn) SUB Göttingen
  - Englische Übersetzung mit Kommentar: Robert Bradley, Edward Sandifer: Cauchy's Cours d'Analyse: An annotated translation, Springer 2009
- Résumé des leçons données à l’École royale polytechnique sur le calcul infinitésimal, Paris: De Bure 1823
- Leçons sur les applications du calcul infinitésimal à la géométrie, Paris: Imprimerie Royale 1826, Archive
  - Deutsche Übersetzung von Heinrich Christian Schnuse:[55] Vorlesungen über die Anwendung der Differentialreichnung in der Geometrie, 1840
- Exercices de mathématiques, 5 Bände, Paris, De Bure fréres 1826 bis 1830, Archive, Band 1
- Leçons sur le calcul différentiel, Paris 1829
  - Eine deutsche Übersetzung von Heinrich Christian Schnuse kam 1836 in Braunschweig heraus: Vorlesung über die Differenzialrechnung mit Fourier's Auflösungsmethoden der bestimmten Gleichungen verbunden.
- Leçons de calcul différentiel et de calcul intégral, Paris 1844, Archive
  - Deutsche Übersetzung von Schnuse: Vorlesung über die Integralrechnung. Braunschweig 1846
- Exercices d'analyse et de physique mathématique, 4 Bände, Paris: Bachelier, 1840 bis 1847, Archive, Band 1